# Non-resident Indian und Person of Indian Origin
Non-resident Indians (NRI), auf Deutsch etwa „nicht-ansässige Inder“, sind indische Staatsbürger oder Persons of Indian Origin (PIO), „Personen indischer Abstammung“, die den überwiegenden Teil ihrer Zeit außerhalb Indiens verbringen. Die indische Regierung bemüht sich, die oft gut gebildeten Nachfahren von Indern, die nach der Unabhängigkeit in hochentwickelte Länder ausgewandert waren, durch verschiedene Vergünstigungen heimzulocken. Für NRI gelten besondere steuerliche Regelungen; außerhalb Indiens erzielte Einkünfte müssen dabei nicht versteuert werden, falls das Geschäft von Indien aus geführt wird.
Oft werden mit diesem Begriff – beziehungsweise dem deutschen Wort Auslandsinder – fälschlich auch die als Inder geborenen Personen, die später eine andere Nationalität angenommen haben, oder darüber hinaus auch jene Personen indischer Herkunft, die nie indische Staatsbürger waren, bezeichnet.

## Non-resident Indians
Als in Indien ansässig (resident) gilt jede Person mit indischer Staatsbürgerschaft oder jede PIO, die mindestens eines der folgenden Kriterien erfüllt:
- Ein Aufenthalt von 182 oder mehr Tagen des vorangegangenen Jahres in Indien
- Ein Aufenthalt von 60 oder mehr Tagen des vorangegangenen Jahres und zusätzlich von 365 oder mehr Tagen in den davor liegenden vier Jahren

Personen der genannten Gruppe gelten als nicht-ansässig (non-resident), falls sie die Kriterien nicht erfüllen, also zu wenig Zeit in Indien verbringen, um als ansässig zu gelten.

## Person of Indian Origin
Als PIO gelten Individuen, die in Indien geboren wurden oder mindestens einen Eltern- oder Großelternteil haben, für welchen dies zutrifft.
Im Rahmen des Staatsangehörigkeitsrechts gab es von 2002 bis 2015 für Personen indischer Abstammung die Möglichkeit, eine Persons of Indian Origin Card zu beantragen, solange sie nicht Staatsangehörige von Afghanistan, Bangladesch, Bhutan, China, Iran, Nepal, Pakistan oder Sri Lanka waren. Inhaber eines solchen Ausweises konnten visumsfrei einreisen. Sie erhielten dann eine Residential Permit for PIO genannte Aufenthaltsberechtigung. Ansonsten waren sie den nicht-ansässigen Indern gleichgestellt. Nach zwei Jahren Aufenthalt im Lande konnten sie die volle Staatsbürgerschaft beantragen. Mitte 2013 gab es knapp 1,4 Millionen Karteninhaber.
Die Gesetzesänderung 2015 schaffte den Status Persons of Indian Origin ab und führte ihn mit der Overseas Citizenship of India (OCI) zusammen. Die Einschränkungen für die OCI-Card sind weniger restriktiv, als es die für die PIO-Card gewesen waren: Weder die Antragsteller noch deren Vorfahren durften zu irgendeinem Zeitpunkt Staatsbürger von Bangladesch oder Pakistan gewesen sein. Inhaber dieser Karte konnten sie bis 2017 umtauschen bzw. einen entsprechenden Vermerk darin erhalten. Sie verloren zum 20. September 2020 ihre Gültigkeit als Reisedokument.